# Sono felice
Sono felice – powieść Zofii Romanowiczowej; wydana wiosną 1977 roku, w Londynie nakładem Polskiej Fundacji Kulturalnej. Okładkę zaprojektował Władysław Szomański.

## Geneza powieści
Utwór powstał po śmierci mentora i przyjaciela Zofii Romanowiczowej, Melchiora Wańkowicza. Arkadiusz Morawiec uważa, że Sono felice można traktować jako „wyraz wdzięczności”.

## O powieści
Akcja powieści rozgrywa się w ciągu jednej doby, w Paryżu. Tymon Terlecki streszczał fabułę Sono felice następująco: „Bohaterka historii, Teresa, ma do czynienia z trzema mężczyznami. Są to: jej mąż Karol, jej przelotny kochanek Miklosz i jej starszy przyjaciel i przewodnik Szymon. Małżeństwo z Karolem dochodzi do skutku z oporami, wśró niesprzyjających okoliczności zewnętrznych i wewnętrznych. Ciąży na nim wojna, którą Teresa przeżyła w kacecie, a Karol w obozie jenieckim, ciąży los emigrancki, trudna, uboga, uciśnięta przeczuciem niepewności egzystencja w Paryżu, ciąży cień drugiego mężczyzny. Szymon z pozoru najmniej agresywny, najbardziej bezinteresowny odgrywa rolę katalizatora. Na początku, w okresie pokacetowym Teresy, rozbudza jej osobowość, posyła do szkoły we Włoszech, wozi po Niemczech, wyprawia na studia do Paryża. Na końcu rozpętuję katastrofę. Po przygodnym spotkaniu Teresy z Szymonem Karol zabija ją z zazdrości o Miklosza”.

## Problematyka powieści
Sono felice są pozornie banalną opowieścią o rozterkach i życiowych rozczarowaniach kobiety w średnim wieku. Osią fabularną powieści jest nieoczekiwane spotkanie głównej bohaterki, Teresy z przyjacielem sprzed lat, Szymonem oraz jego wpływ na relacje protagonistki z mężem, Karolem. Zofia Kozarynowa w recenzji książki pisała następująco: „Wszystko są to sprawy tak spospolitowane w literaturze, tyle omawiane w nieprzeliczonych wariantach, że szkoda słów na nie. I oto wskrzesza je do innego jeszcze życia potęga słowa, jego magia. Nic innego - tylko styl jest racją bytu powieści, on jeden ma moc przetwarzania banału w problem”. Przekonanie o nieuchronnym rozdźwięku między intencją a rezultatem, wyobrażeniem a stanem faktycznym to bodaj zasadniczy wymiar problemowy Sono felice. Natalia Królikowska zauważa: "Wraz z rozmijaniem się oczekiwań i rzeczywistości pogłębia się melancholia bohaterów, którzy na bieg czasu i rytm otaczających ich zmian reagują ociężałością i spowolnieniem tempa życia - Karol, oszczędzając pieniądze i ciężko pracując, obiera strategię wycofania w oczekiwanie, Teresa, nawiązując romans i próbując wyrwać się z domu - wycofania w przemoc".

## Kwestie genologiczne
Sono felice powszechnie uznawane są za powieść psychologiczną. Adam Tomaszewski w konkluzji recenzji książki Romanowiczowej stwierdzał: „Zofia Romanowiczowa to nade wszystko pisarka psychologiczna, mistrzyni odtwarzania stanów duchowych. Jak lekarz skalpelem, potrafi oddzielać najtajniejsze warstwy ludzkiego cierpienia, odczuwania, reagowania, pokład po pokładzie, tkanka po tkance. Ostatnia jej doskonale napisana powieść jest może zbyt intymna, zbyt osobista, na pewno jednak prawdziwa i dogłębno-ludzka”.

## Recepcja powieści
Arkadiusz Morawiec w publikacji, poświęconej życiu i twórczości Zofii Romanowiczowej stwierdza, iż Sono felice „jak na książkę, która oprócz edycji emigracyjnej miała również wydanie krajowe (Sono felice jest pierwszą książką Zofii Romanowiczowej opublikowaną w wolnej Polsce, w 1995 roku) jej recepcja jest stosunkowo skromna. Obejmuje osiem recenzji i jeden szkic. Wydanie londyńskie omówiło czterech recenzentów emigracyjnych i jedna krytyczka amerykańska; recenzje wydania krajowego (trzy) ukazały się wyłącznie w kraju”.